# 卡尔·基尔帕特里克
卡尔·德韦恩·基尔帕特里克（英語：Carl Dwayne Kilpatrick，1956年5月16日—），美国NBA联盟前职业篮球运动员。他在1978年的NBA选秀中第8轮第158顺位被新奥尔良爵士选中。
基尔帕特里克的儿子奥斯汀·吉尔帕特里克为爱达荷州立大学孟加拉男子篮球队效力。